# Picrospora lithacopa
Picrospora lithacopa är en fjärilsart som beskrevs av Edward Meyrick 1920. Picrospora lithacopa ingår i släktet Picrospora och familjen säckspinnare. Inga underarter finns listade i Catalogue of Life.